# Joonas Kemppainen
Joonas Kemppainen (* 7. April 1988 in Kajaani) ist ein ehemaliger finnischer Eishockeyspieler, der im Verlauf seiner aktiven Karriere zwischen 2004 und 2024 unter anderem 44 Spiele für die Boston Bruins in der National Hockey League (NHL) auf der Position des Centers bestritten hat. Darüber hinaus absolvierte Kemppainen annähernd 380 weitere Partien in der  Kontinentalen Hockey-Liga (KHL) und stand in fast 650 Begegnungen in der heimischen (SM-)Liiga auf dem Eis. Dort gewann er im Jahr 2014 mit Kärpät Oulu die finnische Meisterschaft.

## Karriere
Kemppainen erlernte das Eishockeyspielen im Nachwuchs von Hokki Kajaani, wo er bis zu den C-Junioren im Sommer 2004 spielte. Anschließend wechselte er im Alter von 16 Jahren in die Nachwuchsabteilung von Ässät Pori. Dort konnte sich der Stürmer bereits in seinem ersten Jahr als B-Junior einen Stammplatz in der A-Junioren-Mannschaft erarbeiten. Im Verlauf der Saison 2006/07 debütierte er schließlich in der ersten Herren-Mannschaft Poris in der SM-liiga und absolvierte 43 Partien in der höchsten finnischen Spielklasse. Zudem bestritt er drei Einsätze für die finnische U20-Auswahl in der zweitklassigen Mestis. Dennoch gehörte Kemppainen bis zum Ende der Saison 2007/08 auch weiterhin zum Kader der A-Junioren-Mannschaft von Ässät Pori, mit der er finnischer Vizemeister wurde.

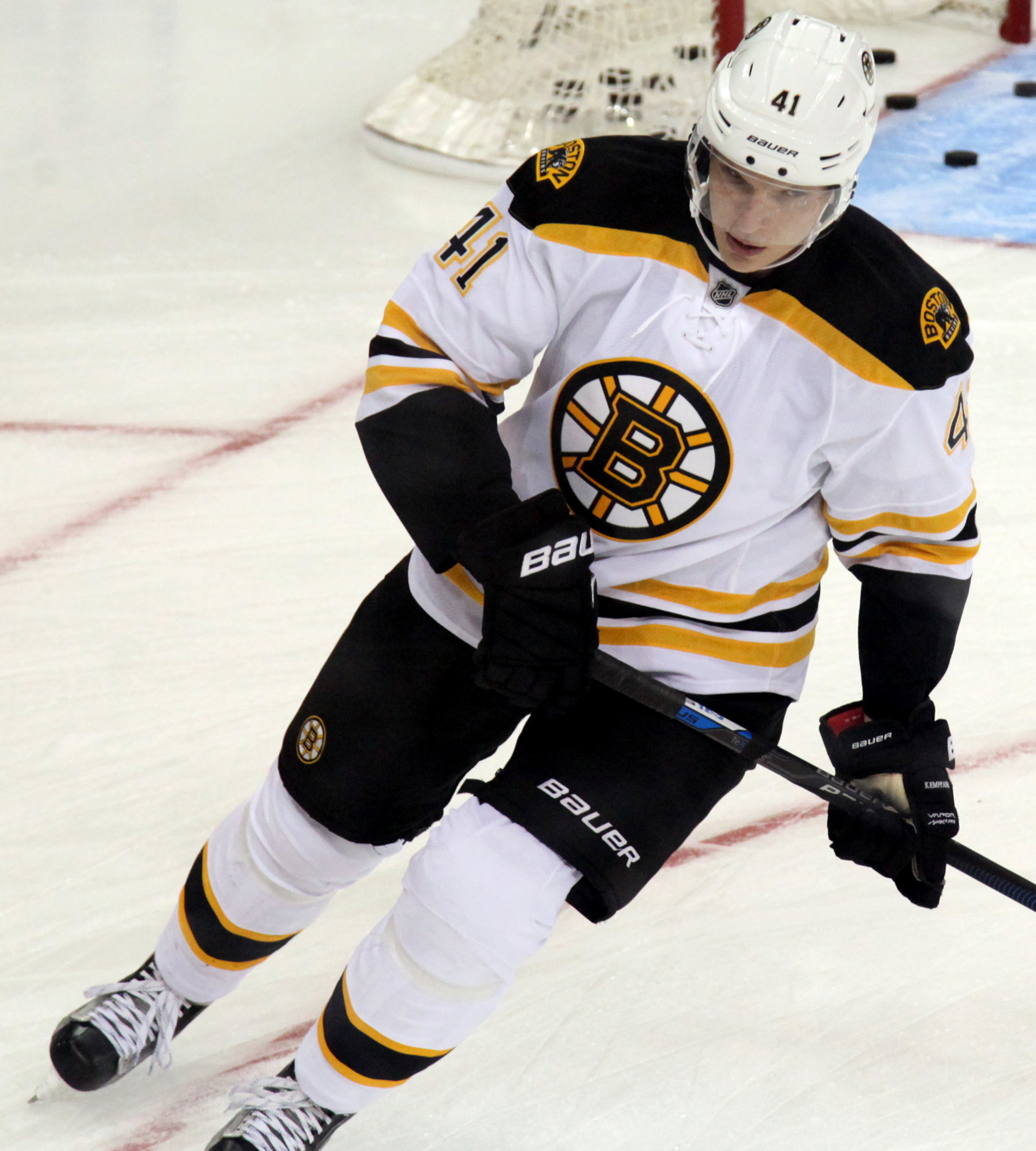
Kemppainen im Trikot der Boston Bruins (2015)

Nach vier Jahren bei Ässät Pori verließ der Mittelstürmer den Klub und wechselte im Sommer 2008 zum Ligakonkurrenten HPK Hämeenlinna. Dort war der 20-Jährige auf Anhieb Stammspieler und absolvierte in zwei Jahren 132 Partien. Zudem erreichte er mit der Mannschaft am Ende der Spielzeit 2009/10 die finnische Vizemeisterschaft. In der Finalserie unterlag HPK dem späteren Meister TPS Turku nach Spielen mit 1:4. Kemppainen wechselte daraufhin zu Kärpät Oulu. Nach drei Jahren, in denen er nur eine untergeordnete Rolle spielte und seine Qualitäten als Defensivstürmer gefragt waren, übernahm er mit Beginn der Saison 2013/14 eine offensivere Rolle im Team und stellte mit 31 Scorerpunkten in der Hauptrunde eine neue persönliche Bestmarke auf. Gekrönt wurde die Spielzeit mit dem Gewinn der finnischen Meistertitel. In der darauffolgenden Spielzeit verbesserte er sich in der Hauptrunde auf 32 Scorerpunkte. Dies wurde allerdings von seiner Leistung in den Play-offs in den Schatten gestellt. Mit 24 Punkten in 19 Partien war er Topscorer der Play-offs und hatte gemeinsam mit Joonas Donskoi maßgeblichen Anteil an der erfolgreichen Titelverteidigung des Meistertitels.
Im Anschluss an die Erfolge in der heimischen Liga entschied sich Kemppainen für den nächsten Karriereschritt und nahm im Mai 2015 ein Angebot der Boston Bruins aus der National Hockey League an. Der Angreifer wechselte daraufhin für ein Jahr nach Nordamerika und spielte im Saisonverlauf sowohl für Boston in der NHL als auch deren Farmteam, die Providence Bruins, in der American Hockey League. Im Franchise der Boston Bruins waren Kemppainens defensive Qualitäten wieder stärker gefragt. Er absolvierte 44 Spiele für Boston, in denen er lediglich fünf Scorerpunkte sammelte. Ebenso viele erreichte er in elf Begegnungen für Providence. Allerdings endete seine Zeit in Nordamerika bereits nach nur einem Spieljahr. Es zog den Finnen zurück nach Europa, wo er im Mai 2016 einen Vertrag beim HK Sibir Nowosibirsk aus der Kontinentalen Hockey-Liga unterzeichnete. Dort bestritt er im Saisonverlauf alle 60 Begegnungen der Hauptrunde.
Zwischen 2017 und 2019 spielte Joonas Kemppainen für Salawat Julajew Ufa, ehe er im Mai 2019 innerhalb der KHL zum SKA Sankt Petersburg wechselte. Dort war der Finne drei Spielzeiten lang aktiv. Zur Saison 2022/23 kehrte der Finne in seine Heimat zu Kärpät Oulu zurück. Nach zwei Spielzeiten erhielt er im Sommer 2024 keinen neuen Vertrag. Im Februar 2025 gab der 36-Jährige das Ende seiner Profikarriere bekannt.

### International
Für sein Heimatland lief Kemppainen im Juniorenbereich bei den U18-Junioren-Weltmeisterschaften 2005 in Tschechien und 2006 in Schweden auf. Nachdem er bei dem Turnier in Tschechien noch punktlos geblieben war und die Finnen das Turnier jenseits der Medaillenränge auf dem siebten Rang abschlossen, konnte er im folgenden Jahr zwei Scorerpunkte zum Gewinn der Silbermedaille beitragen. Im Finale unterlag Finnland den Vereinigten Staaten mit 1:3. Zwei Jahre später nahm der Mittelstürmer an der U20-Junioren-Weltmeisterschaft 2008 in Tschechien teil. Trotz seiner drei Scorerpunkte kamen die Finnen nicht über den sechsten Rang im Abschlussklassement hinaus.
Für die Herren-Nationalmannschaft debütierte Kemppainen im Rahmen der Euro Hockey Tour. Dort kam er erstmals in der Saison 2009/10 zu Einsätzen und wurde bis zur Spielzeit 2014/15 regelmäßig zu Einsätzen im Nationaltrikot. Sein erstes internationales Turnier bestritt er mit der Weltmeisterschaft 2015 in Tschechien. Mit neun Scorerpunkten in acht Einsätzen gehörte er zu den erfolgreichsten Spielern im Team der Skandinavier im Turnierverlauf und wurde später auch als einer der drei besten Finnen des Wettbewerbs ausgezeichnet. Letztlich belegte Finnland den sechsten Rang. In der Saison 2016/17 stand der Angreifer nach einem Jahr Pause aufgrund seines Nordamerika-Aufenthalts wieder im finnischen Aufgebot für die Euro Hockey Tour.

## Erfolge und Auszeichnungen
| - 2008 Finnischer A-Junioren-Vizemeister mit Ässät Pori - 2010 Finnischer Vizemeister mit HPK Hämeenlinna - 2014 Finnischer Meister mit Kärpät Oulu | - 2015 Finnischer Meister mit Kärpät Oulu - 2015 Topscorer der Liiga-Playoffs - 2015 All-Star-Team der Liiga |

### International
- 2006 Silbermedaille bei der U18-Junioren-Weltmeisterschaft

## Karrierestatistik

### International
Vertrat Finnland bei:
| - U18-Junioren-Weltmeisterschaft 2005 - U18-Junioren-Weltmeisterschaft 2006 - U20-Junioren-Weltmeisterschaft 2008 | - Weltmeisterschaft 2015 - Weltmeisterschaft 2017 - Olympischen Winterspielen 2018 |

(Legende zur Spielerstatistik: Sp oder GP = absolvierte Spiele; T oder G = erzielte Tore; V oder A = erzielte Assists; Pkt oder Pts = erzielte Scorerpunkte; SM oder PIM = erhaltene Strafminuten; +/− = Plus/Minus-Bilanz; PP = erzielte Überzahltore; SH = erzielte Unterzahltore; GW = erzielte Siegtore; 1 Play-downs/Relegation; Kursiv: Statistik nicht vollständig)